# Воейково (Ленинградская область)
Вое́йково (до 1949 года — Сельцы́, фин. Seltsoi, Seltsa) — посёлок в Колтушском городском поселении Всеволожского района Ленинградской области.

## Название
Посёлок назван в честь великого русского климатолога, географа и путешественника А. И. Воейкова.

## История
Первое упоминание — населённый пункт Seelitza, на шведской карте Ингерманландии 1704 года.
На одной из карт 1742 года Сельцы и близлежащая деревня Бор обозначены одним населённым пунктом — деревня Сельцобор, а также упоминается деревня Большая Сельцобор.
Деревни Seltzo и Poru упоминаются в наиболее старых из сохранившихся церковных регистрационных книгах Колтушского лютеранского прихода 1745 года.
Отдельная деревня Сельцы обозначена на «карте окружности Санкт-Петербурга» 1810 года.

СЕЛЬЦЫ — деревня принадлежит ротмистру Александру Чоглокову, жителей по ревизии: 42 м. п., 70 ж. п. (1838 год)

На этнографической карте Санкт-Петербургской губернии П. И. Кёппена 1849 года она упоминается как деревня «Seltsa», расположенная в ареале расселения савакотов. В пояснительном тексте к этнографической карте указано количество её жителей на 1848 год: савакотов — 53 м. п., 84 ж. п., финляндских карелов — 57 м. п., 58 ж. п., всего 252 человека.

СЕЛЬЦЫ — деревня г. Чоглокова, по просёлкам, дворов 24, жителей 56 м п. (1856 год)

Число жителей деревни по X-ой ревизии 1857 года: 72 м. п., 96 ж. п..
В 1860 году в деревне было 24 двора.

СЕЛЬЦЫ — деревня владельческая, при колодцах; 25 дворов, жителей 72 м. п., 96 ж. п. (1862 год)

Согласно подворной переписи 1882 года в деревне проживали 35 семей, число жителей: 88 м. п., 100 ж. п., все лютеране, разряд крестьян — собственники, а также пришлого населения 1 семья, в ней: 3 м. п., 1 ж. п., все лютеране.

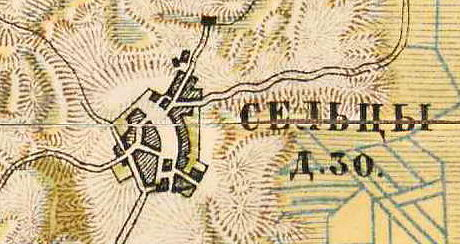
План деревни Сельцы. 1885 год

В 1885 году, согласно карте окрестностей Петербурга, деревня Сельцы насчитывала 30 дворов. Сборник Центрального статистического комитета за этот же год, описывал деревню так:

СЕЛЬЦЫ — бывшая владельческая деревня Колтушской волости, дворов — 34, жителей — 168; лавка. (1885 год).

По данным Материалов по статистике народного хозяйства в Шлиссельбургском уезде 1885 года, 28 крестьянских дворов в деревне (или 80 % всех дворов), занимались молочным животноводством, 16 крестьянских дворов (или 46 % всех дворов), выращивали на продажу смородину, яблоки и крыжовник.
В 1893 году, согласно карте Шлиссельбургского уезда, деревня Сельцы насчитывала 32 крестьянских двора.

СЕЛЬЦЫ (ВОЕЙКОВО) — деревня на земле Селецкого сельского общества, при проселочной дороге; 39 дворов, 131 м. п., 142 ж. п., всего 273 чел.; 2 мелочные лавки. 

КАПСКОЕ — починок у деревни Бор, на землях Ильиных, 10 домов + 1 собственный дом Симона Симоновича Кондулайне, 29 м. п., 30 ж. п., всего 59 чел., смежен с деревнями Сельцы и Бор.
(1896 год)

В конце XIX — начале XX века деревня административно относилась к Колтушской волости 2-го стана Шлиссельбургского уезда Санкт-Петербургской губернии. Население деревни было однородным — финским.
В 1902 году в деревне открылась первая школа. Учителем в ней работала «мадемуазель Л. Иванайнен», преподавание велось на финском языке.
В 1909 году в деревне было 32 двора.
В 1914 году в деревне работала земская школа (Селецкое училище), учителем в которой был Оскар Михайлович Ранде.

СЕЛЬЦЫ — деревня Борского сельсовета Ленинской волости, 60 хозяйств, 344 души.

Из них русских — 2 хозяйства, 12 душ; финнов-ингерманландцев — 58 хозяйств, 332 души; (1926 год)

По административным данным 1933 года деревня Сельцы относилась к Колтушскому финскому национальному сельсовету.
В 1938 году население деревни составляло 402 человека.

СЕЛЬЦЫ — деревня Колтушского сельсовета, 475 чел. (1939 год)

С 14 апреля 1939 года по 20 марта 1959 года деревня входила в состав Красногорского сельсовета.

План деревни Сельцы. 1939 год

В 1940 году деревня насчитывала 57 дворов, на западной окраине деревни находилась школа.
До 1942 года — место компактного проживания ингерманландских финнов, впоследствии депортированных.
В 1944 году решением Правительства деревня Сельцы была передана Главной геофизической обсерватории под строительство экспериментальной базы.
Указом Президиума Верховного Совета РСФСР 18 октября 1949 года посёлок Сельцы был переименован в Воейково.
По данным 1966, 1973 и 1990 годов посёлок Воейково входил в состав Колтушского сельсовета.
В 1997 году в посёлке проживали 848 человек, в 2002 году — 889 человек (русских — 86 %), в 2007 году — 857.

## География
Посёлок расположен в юго-западной части района на автодороге 41К-311 (подъезд к пос. Воейково).
Расстояние до административного центра поселения — 3 км.
Расстояние до ближайшей железнодорожной станции Заневский Пост — 14 км.
Посёлок находится на Колтушской возвышенности, к востоку от Колтушей.

## Демография
| 1862 | 2007 | 2010 | 2017 |
| ---- | ---- | ---- | ---- |
| 168  | ↗857 | ↗888 | ↘848 |

Национальный состав
Согласно данным Всероссийской переписи населения 2021 года в посёлке проживали 1220 человек, из них:
 русские — 1060, финны — 35, украинцы — 25, белорусы — 22, узбеки — 12, татары — 9, евреи — 8, киргизы — 8, армяне — 4, корейцы — 4, азербайджанцы — 3, калмыки — 3, вепсы — 2, аварцы — 1, афганцы — 1, башкиры — 1, грузины — 1, казахи — 1, латышы — 1, молдаване — 1, другие национальности — 5 человек, остальные национальность не указали.

## Инфраструктура
Посёлок Воейково полностью электрифицирован и газифицирован, имеется водопровод и канализация, в зоне малоэтажной застройки — централизованное паровое отопление. Телефония, интернет, зона 100 % покрытия всех ведущих операторов мобильной связи и интернета. Дороги асфальтированы.
Воейково условно делится на три зоны: коттеджную, собственно посёлок, включающий в себя несколько малоэтажных кирпичных домов, и садоводство «Воейково».
В 2008 году между Воейково и прилегающей к нему деревней Кирполье совместными усилиями администрации Ленинградской области и финской компанией «Юит», реализован проект «Кюмлено» — зона современной малоэтажной жилой застройки в скандинавском стиле.
В настоящее время Воейково — центр активного малоэтажного строительства, вместе с прилегающими деревнями Кирполье, Лиголамби, Бор, Хязельки, Колбино фактически объединённый в единую агломерацию коттеджной и дачной застройки.
В ближайшем будущем в посёлке Воейково планируется создание нанотехнологического центра. Центр компетенций наноэлектроники появится на базе Научно-исследовательского центра электрофизических проблем поверхности РАН.
В посёлке действует православная церковь святого Николая Чудотворца.
С 2001 года в посёлке работает загородный филиал НОУ «Немецкой гимназии „Петершуле“».

## Транспорт
После ввода в строй Колтушского путепровода, а также ремонта Дороги жизни и пуска Восточного полукольца КАД, соединившего Колтушское шоссе, КАД и шоссе 41К-078 (Санкт-Петербург — Всеволожск) в единый транспортный узел, транспортная доступность посёлка Воейково улучшилась. Въезд и выезд в Санкт-Петербург возможен через три шоссе: Мурманское через Разметелево, Колтушское через Колтуши, Дорогу жизни через Всеволожск.
С Санкт-Петербургом посёлок связывает автобусный маршрут № 532, до станции метро  «Ладожская», протяжённостью 18,1 км.

## Достопримечательности
- В 1958 году, на центральной площади посёлка установлен бюст А. И. Воейкова, работы скульптора М. К. Аникушина[48]
- В посёлке Воейково находится Центральная экспериментальная полевая база Главной геофизической обсерватории и магнитно-ионосферная обсерватория петербургского отделения Института земного магнетизма, ионосферы и распространения радиоволн им. Н. В. Пушкова РАН (ИЗМИРАН)
- В посёлке, у здания актинометрического павильона, расположен памятник истории — могила Н. Н. Калитина[49]
- На северо-западной окраине посёлка находится природоохранный объект — термокарстовая котловина «Глубокая», диаметром от 150 до 300 м и глубиной 27 м[50]

## Фото

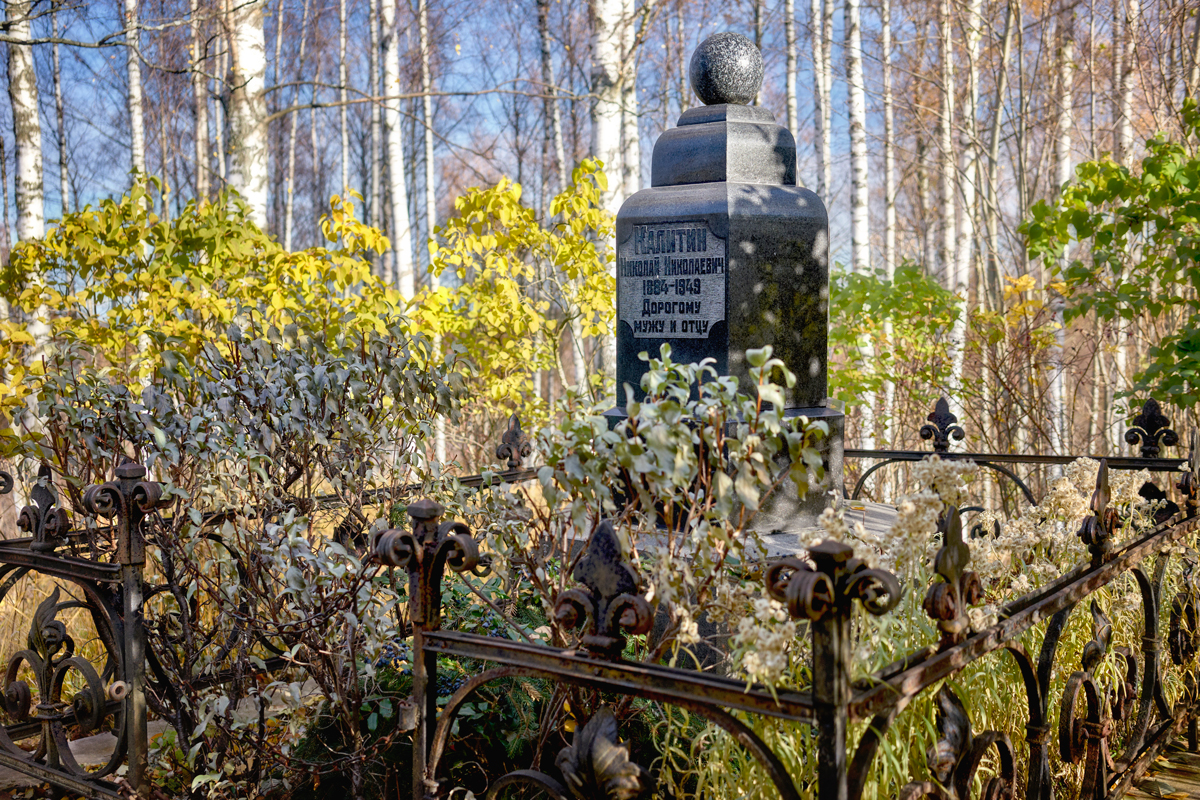
Могила Н. Н. Калитина
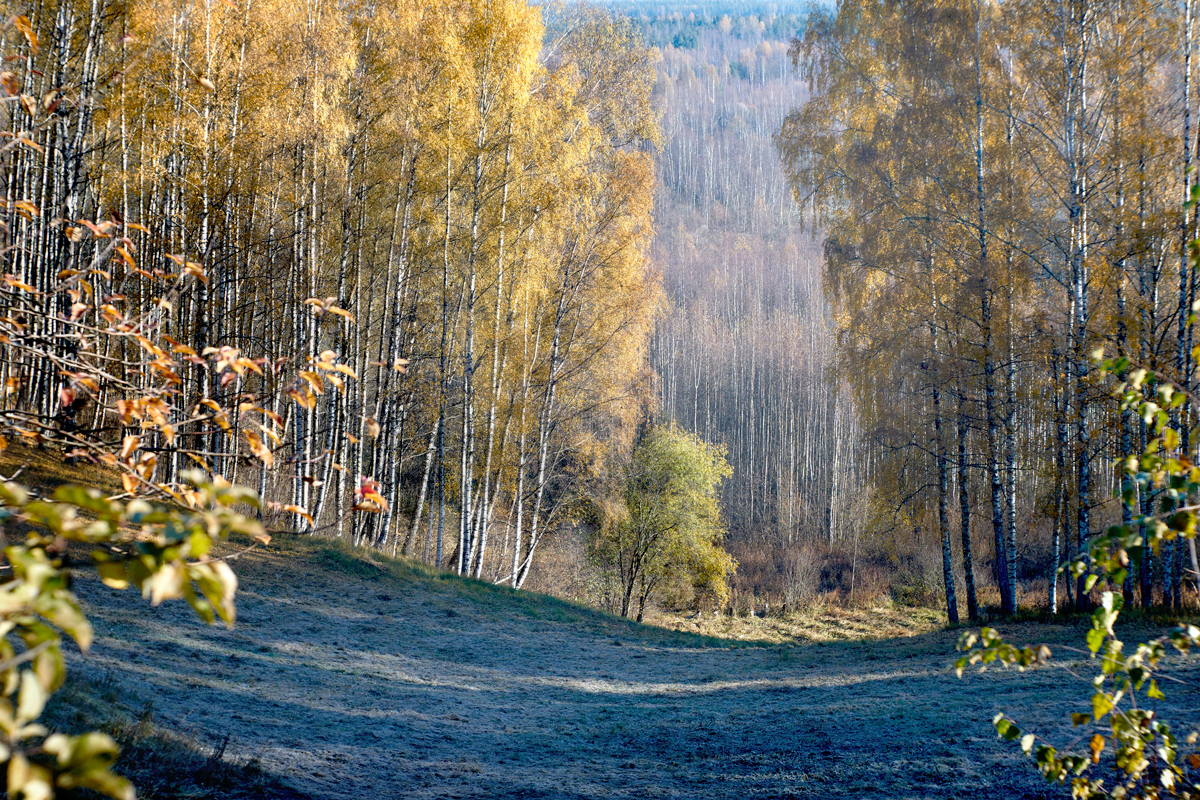
Термокарстовая котловина «Глубокая»
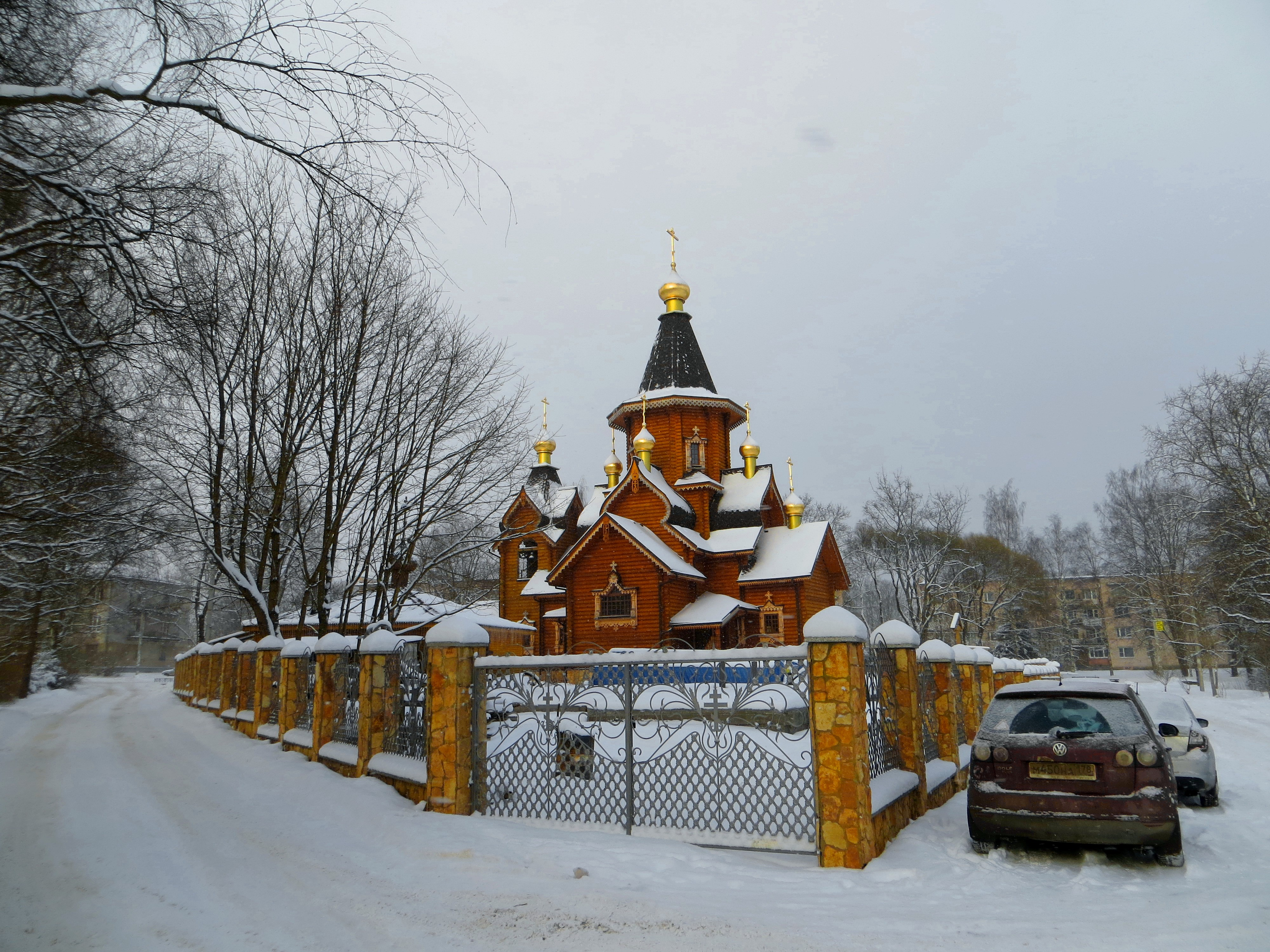
Церковь святителя Николая
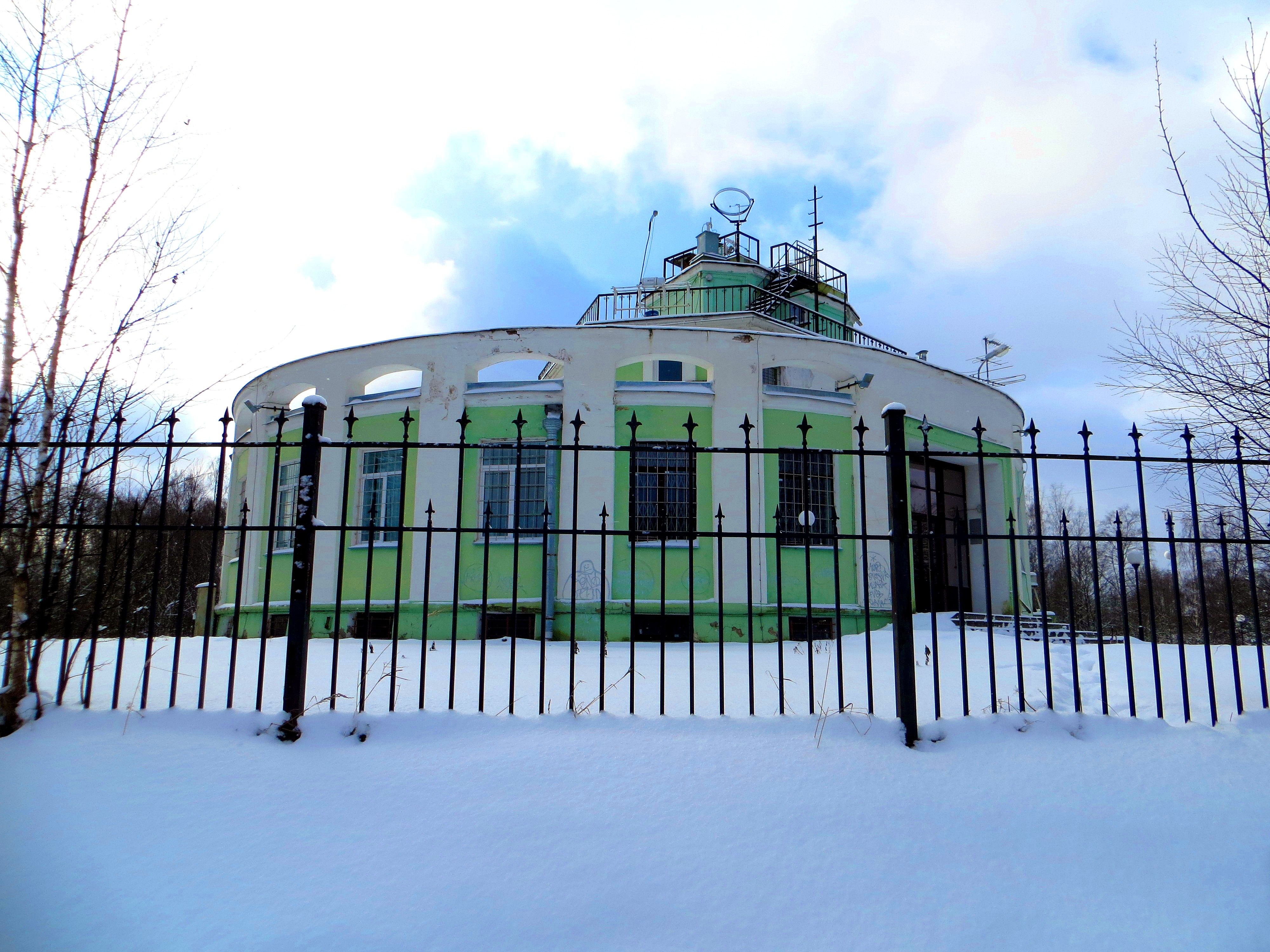
Павильон актинометрии

## Известные жители
В 1927 году в деревне Сельцы родилась Люли Ивановна Ронгонен — профессор литературы, писательница и переводчик.
С 2007 года в посёлке живёт Альберт Асадуллин — певец, заслуженный артист России, народный артист Республики Татарстан.

## Улицы
Актинометрический переулок, Александровская, Альпийский проезд, Андреевская, Воейковское шоссе, Дмитриевская, Загородная, Запольки, Клубная, Круговой проезд, Михайловская, Озёрная, Посадская, Северная, Славянская, Солнечная, Торговая площадь, Центральная.